# Велике Поляне (Рибниця)
Велике Поляне (словен. Velike Poljane) — поселення в общині Рибниця, регіон Південно-Східна Словенія, Словенія.